# Medal of Honor: Warfighter
Medal of Honor: Warfighter è un videogioco sparatutto in prima persona, sviluppato da Danger Close Games e pubblicato da Electronic Arts. È il sequel del reboot Medal of Honor (2010) e il quattordicesimo capitolo della serie. Il gioco è stato annunciato ufficialmente il 6 marzo 2012 e pubblicato il 23 ottobre 2012 negli Stati Uniti e il 26 ottobre 2012 in Europa. Il motore grafico del gioco è il Frostbite 2, il medesimo utilizzato dall'azienda per Battlefield 3.
Il titolo riprende dalla conclusione di Medal of Honor, e vede il protagonista Tom "Preacher" Walker impegnato tra il sabotare una fitta rete terroristica e salvare la sua vita familiare, devastata da anni passati in servizio nelle forze speciali.
Medal of Honor: Warfighter ha ricevuto perlopiù critiche negative ed è risultato un fallimento commerciale, costringendo Electronic Arts a chiudere gli studi di Danger Close e terminare il franchise.

## Trama
Il videogioco ha inizio in un porto segreto nei pressi di Karachi, fulcro industriale del Pakistan. La Task Force Mako, nuova unità speciale formata dai Navy SEALs del precedente titolo Mother, Preacher e Voodoo, è incaricata dal DEVGRU di sabotare una compravendita di armi in cui è coinvolto un movimento jihadista collegato ad Al-Qaida. Una volta infiltrata dentro al  porto, la squadra riesce a piazzare una carica esplosiva sul camion contenente le armi; al momento di detonanare la carica, una serie di improvvise esplosioni collaterali distruggono il molo ed affondano una nave mercantile, costringendo gli operatori a combattere e fuggire nel caos. Durante il debriefing con Dusty, nel gioco precedente soldato della Delta Force ora promosso a comandante sul campo dell'OGA (CIA), il gruppo scopre analizzando le immagini satellitari che la nave mercantile stava trasportando enormi quantità di PETN.
Nei giorni successivi Preacher, supportato da Dusty tramite un drone Predator, si infiltra nuovamente nel porto per assistere all'incontro tra i trafficanti del pericoloso esplosivo. Dopo un inseguimento in auto per le vie di Karachi, che termina con lo schianto mortale di uno dei terroristi, Preacher riesce a recuperare il cellulare dell'uomo e determinare che l'esplosivo era diretto nella provincia di Isabela, nel sud delle Isole Filippine.
Nel mezzo di un'alluvione causata da un tifone, membri del gruppo separatista islamico Abu Sayyaf sequestrano diversi ostaggi richiedendone il riscatto; la Task Force Mako giunta sul luogo in appoggio all'unità antiterrorismo dell'esercito filippino (Task Force Tiger) guidata dal generale Barrera, identifica Marwan al-Khalifa conversare con un secondo terrorista sconosciuto. Quest'ultimo, dopo pochi istanti, spara uccidendo uno dei suoi uomini allarmando le forze speciali in attesa. Preacher richiede a Barrera il permesso di abbattere al-Khalifa e identificare lo sconosciuto, ma viene respinto. Il Generale, che non vuole lasciare agli americani il merito dell'operazione, assegna l'incarico di assassinare il bersaglio al suo tiratore scelto e caposquadra "Tiger 12", e dispiega il NAVSOG per iniziare le operazioni di recupero degli ostaggi.
All'arrivo delle forze speciali i terroristi cercano di fuggire con gli ostaggi. Di propria iniziativa, Mako si unisce a Tiger 12 e il resto delle unità filippine, inseguendo i nemici e combattendo sino al complesso principale della fortezza. Dopo un'esplosione, che provoca diverse vittime tra le forze alleate, Barrera ordina ai suoi uomini di ritirarsi nel tentativo di negoziare con i terroristi. Tiger 12 ignora gli ordini del Generale, e decide di assistere i SEALs nel recupero degli ostaggi assieme alla sua squadra. Negli scontri durante l'estrazione altri tre uomini, tra cui lo stesso Tiger 12, restano uccisi. Al termine dell'operazione gli americani ricollegano Abu Sayyaf con il PETN, ed identificano un contatto, noto come "Il Chierico". Come risultato per aver violato gli ordini del generale Barrera, Mother e Preacher vengono dimessi dalla marina, mentre il comando di Mako viene affidato a Voodoo, supportato dal nuovo operativo Stump.
Mako, rinforzata dall'arrivo dei nuovi membri Dingo e Tick, è assegnata in collaborazione con la Task Force Grizzly in un'operazione antipirateria lungo le coste di Mogadiscio, in Somalia. Poco dopo aver completato con successo la missione, l'unità è dispiegata in mare aperto a bordo dell'USS Bainbridge, per sorvegliare il rilascio di un capitano americano ostaggio dei pirati somali.
Preacher, il cui matrimonio è a pezzi per via della natura del suo lavoro e la frequenza dei suoi dispiegamenti, sfrutta le dimissioni dal servizio per cercare di riparare la relazione con sua moglie Lena, e sua figlia, Bella. L'uomo vola dunque a Madrid, dove moglie e figlia si sono trasferite per vivere con i genitori della donna. Mentre Preacher è in attesa della metro nella stazione centrale di Madrid intravede al-Khalifa, vestito con un giubbotto esplosivo, all'interno di uno dei treni in corsa. Senza che l'uomo possa fare qualcosa il terrorista si fa detonare; l'enorme esplosione distrugge il treno, uccide un grande numero di civili sulla banchina circostante e riduce Preacher in coma. Quando il protagonista si risveglia trova Mother ai piedi del suo letto d'ospedale. L'amico afferma che l'utilizzo del PETN, legato alle loro ultime operazioni, è ricollegato a diversi attacchi terroristici che nelle ultime ore hanno coinvolto l'Europa; e che il terrorista sconosciuto osservato nelle Filippine è stato identificato dall'intelligence come Sad al-Din. Lena e Bella accorrono all'ospedale, scampate all'attentato poiché, per una fortuita serie di coincidenze, avevano perso la metro su cui si è fatto esplodere il terrorista. Nonostante Preacher sia inizialmente esitante a ritornare in azione per paura di perdere la sua famiglia, Lena rassicura e convince il marito a tornare in azione.
Dopo essersi ripreso, Preacher viene introdotto da Mother all'interno della Task Force Blackbird, un'unità composta da operativi delle forze speciali e della CIA incaricata di fermare la minaccia terroristica. I SEALs vengono spediti nuovamente in Pakistan, riprendendo il finale del precedente Medal of Honor. Con l'aiuto dell'agente sotto copertura Ajab, i due rintracciano un jihadista di nome Faraz per investigare sul rapporto tra i gruppi terroristici locali e il PETN. Una volta dopo essere stato catturato al termine di un inseguimento, Faraz rivela che il PETN è depositato in un'area segreta dello Yemen; e che a capo dell'acquisto vi è un banchiere saudita di nome Hassan, segretamente collegato con il terrorismo islamico. Prima che i SEALs riescano ad estrarre il prigioniero, Faraz viene ucciso da un cecchino jihadista. Blackbird è dunque costretta alla fuga per evitare contatti con l'intelligence Pakistana. Subito dopo aver localizzato la posizione del deposito segreto in Yemen, la Task Force Mako è incaricata di effettuare un blitz per mettere al sicuro la sostanza. Dopo aver effettuato con successo il raid ed aver eliminato la resistenza, il capitano Voodoo rivela al comando che all'interno del deposito si trova soltanto la metà del PETN che gli americani stavano cercando.
Dusty invia Blackbird nella città di Dubai con lo scopo di sequestrare Hassan. Mother e Preacher riescono a catturare l'uomo e recuperarne il portatile, ma vengono immediatamente inseguiti dagli uomini di Sad al-Din. Combattendo avvolti in una tempesta di sabbia che si abbatte sulla città, i SEALs riescono a inviare i files contenuti nel portatile a Dusty, prima di venire intercettati e catturati. Grazie ai dati recuperati Dusty dirige Mako a Sarajevo, dove il trafficante di armi Stovan Bosic, vecchio contatto dello stesso Dusty, si scopre essere a capo della produzione della sostanza. In un'operazione congiunta con gli specialisti polacchi del GROM, Mako sgomina il centro logistico del PETN all'interno di uno stadio di hockey abbandonato, catturando Bosic. Il trafficante rivela che due navi contenenti l'esplosivo hanno appena lasciato le coste di Dubai, e dopo aver rintracciato le imbarcazioni, Mako è inviata a intercettare una delle navi mercantili diretta verso Karachi, mentre la seconda è affidata alle forze speciali NATO sulle coste Croate.
Nel frattempo, Preacher e Mother vengono interrogati da Sad al-Din a bordo della nave diretta per Karachi. Mother, dopo essersi rifiutato di tradire i suoi compagni alla richiesta di informazioni, viene giustiziato da al-Din con un colpo di pistola alla tempia. Mako assalta la nave, spaventando il terrorista e costringendolo alla fuga. Preacher sfrutta la distrazione per liberarsi e si fa strada uccidendo la sicurezza di al-Din sino alla sala comandi, dove mette alle strette il terrorista. Preacher si avventa sull'uomo riducendolo quasi in fin di vita al termine di un violento pestaggio, alimentato dal desiderio di vendetta per la morte di Mother. I SEALs arrestano Sad al-Din, il quale una volta in custodia rivela che Hassan è Il Chierico, fornendo agli americani la posizione della sua stessa organizzazione jihadista situata all'interno di un remoto complesso in Pakistan.
Preacher e Dusty si riuniscono personalmente alla Task Force Mako per sgominare l'organizzazione di Hassan. Durante il sanguinoso assalto, Voodoo e Preacher riescono a raggiungere Hassan e ucciderlo prima che possa farsi esplodere, ponendo fine alla sua rete terroristica. Preacher ritorna a casa, dove assieme ai SEALs e le loro famiglie, partecipa al funerale di Mother. Durante la cerimonia Preacher e sua moglie promettono di riconciliarsi e di impegnarsi per riparare il loro matrimonio.
Nella scena finale del videogioco, il cellulare di servizio di Preacher squilla mentre si trova a cena in un ristorante assieme alla propria famiglia. Preacher esita a ritornare in servizio, terminando il gioco in un cliffhanger.

## Doppiaggio
| Personaggio | Doppiatore originale | Doppiatore italiano   |
| ----------- | -------------------- | --------------------- |
| Preacher    | Christian Mortensen  | Marco Benedetti       |
| Mother      | Jeffrey Pierce       | Luigi Rosa            |
| Vodoo       | Jon Bruno            | Gabriele Marchigiglio |
| Stump       | Scott Levy           | Gianmarco Ceconi      |
| Dingo       | ?                    | Gianmarco Ceconi      |
| Greeko      | Kristof Konrad       | Diego Baldoin         |
| Dusty       | Chris Fries          | Walter Rivetti        |
| Tick        | Michael Broderick    | Luca Catanzaro        |
| Sad Al Din  | Said Faraj           | Diego Baldoin         |

## Modalità di gioco
Il gameplay di Warfighter implementa tutte le caratteristiche più importanti del titolo precedente. Come in Medal of Honor è infatti possibile sporgersi ed inclinarsi, scivolare e richiedere munizioni ai propri alleati. Grazie all'utilizzo del nuovo motore grafico Frostbite 2, come per Battlefield 3, viene aggiunta la nuova tecnologia di distruzione dinamica dello scenario di gioco.

### Singleplayer
La campagna giocatore singolo segue le vicende degli operatori Tier 1 americani, coinvolti nello sgominare una fitta rete jihadista. Il gioco spazia tra varie località, tra cui Bosnia, Pakistan, Filippine e Somalia. Il giocatore impersona Tom "Preacher" Walker, appartenente alla Task Force Blackbird, e Stump, operativo della Task Force Mako.

### Multiplayer
Il comparto multigiocatore è incentrato su uno scontro globale, a cui il giocatore prende parte scegliendo la nazione che vuole rappresentare. È possibile scegliere tra tredici unità Tier 1 appartenenti a dieci nazioni differenti. Oltre alla nazionalità il giocatore può scegliere tra sei classi, ciascuna con armi e gadget differenti: Operatore speciale, Cecchino, Assaltatore, Demolitore, Mitragliere e Point Man. Il gioco annovera inoltre una profonda personalizzazione dell'avatar di gioco e delle armi; il giocatore può infatti scegliere tra un'ampia tipologia di mirini, caricatori, spegnifiamma, impugnature e verniciatura con cui modificare la propria arma primaria e secondaria. Peculiarità del multigiocatore è il sistema Fireteam, modalità che consente a due giocatori di essere in costante contatto tra loro nel corso della partita. Grazie a un HUD dedicato è possibile avere informazioni in tempo reale sul proprio partner e sapere se necessita di cure o munizioni, premiando così un approccio tattico e collaborativo. Il comparto multiplayer conta in totale 8 mappe e 6 modalità di gioco, tra cui: Combat Mission, Team Deathmatch, Sector Control, Hotspot e Home Run. Il 19 Dicembre 2012 viene rilasciato il primo e unico DLC Zero Dark Thirty, pubblicato in concomitanza dell'uscita teatrale dell'omonimo film, aggiungendo le mappe Chitral Compound e Darra Gun Market.
La tabella seguente riporta le unità Tier 1 disponibili nel comparto multigiocatore:
| Paesi                 | Tier 1                      |
| --------------------- | --------------------------- |
| Australia             | SASR                        |
| Canada                | JTF2                        |
| Germania              | KSK                         |
| Norvegia              | FSK                         |
| Polonia               | GROM                        |
| Russia                | Specnaz ALFA                |
| Corea del Sud         | UDT/Seals                   |
| Svezia                | SOG                         |
| Gran Bretagna         | SAS                         |
| Stati Uniti d'America | DEVGRU SFOD-D OGA (CIA SAD) |

## Musiche
La colonna sonora del gioco, così come per il precedente Medal of Honor (2010), è affidata al compositore tedesco Ramin Djawadi con la collaborazione di Mike Shinoda, rapper e fondatore dei Linkin Park, nei brani NOC Out e Saa'iq. L'album omonimo Medal of Honor: Warfighter è stato pubblicato il 25 Settembre 2012 su Amazon e iTunes, circa un mese prima dell'uscita ufficiale del gioco. Anche i Linkin Park fanno ritorno nel franchise, con il singolo Castle of Glass utilizzato come musica principale del titolo. Il videoclip del brano, realizzato dal disc jockey della band Joe Hahn e prodotto da Electronic Arts, ritrae al suo interno diverse scene tratte dal gioco.

### Tracce
1. For Rabbit – 2:50
2. Deploy – 2:38
3. NOC Out – 4:07 (musica: Ramin Djawadi, Mike Shinoda)
4. Lena's Theme – 3:25
5. Kit Up – 3:28
6. Restless Natives – 3:21
7. Blackbird on a Wire – 3:20
8. Bridge the Gap – 2:10
9. Saa'iq – 4:32 (musica: Ramin Djawadi, Mike Shinoda)
10. The Raid – 2:17
11. Force Multiplier – 2:53
12. Old Friend, New Foe – 3:03
13. Victory at Sea – 3:05
14. Resolve – 2:43
15. Green Light – 4:35
16. H.A.H.O. – 2:44
17. Medal Run – 2:15
18. For Mother – 3:05
19. Buzz in the Air – 2:10
20. Lena's Dream – 2:25
21. With Honors – 4:26

## Sviluppo

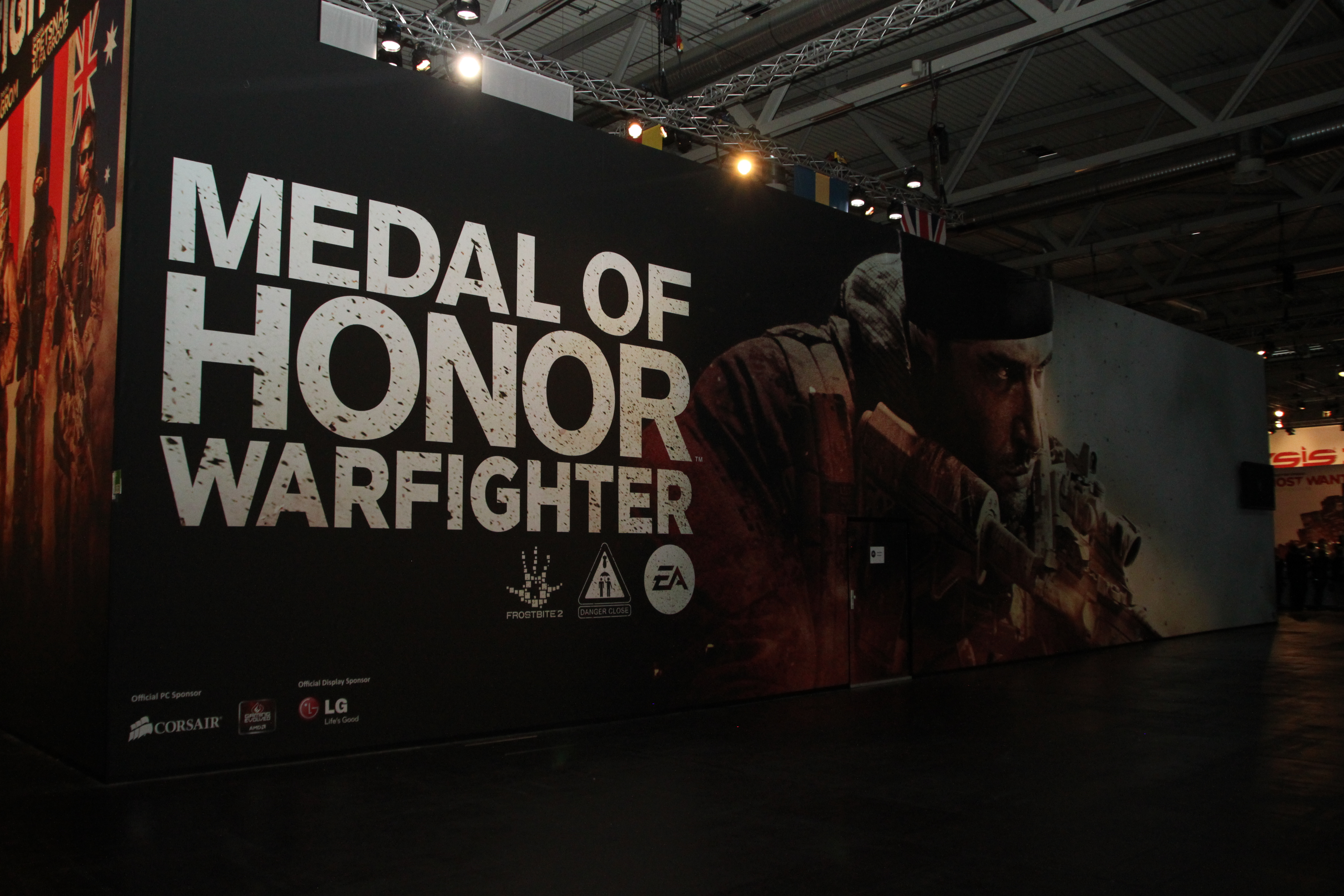
Cartellone pubblicizzante il gioco al Gamescom 2012

Solamente un mese dopo il rilascio di Medal of Honor, John Riccitiello, al tempo CEO dell'EA, dichiarò: "I feedback degli utenti sono stati talmente positivi da suggerire che, ancora una volta, abbiamo un franchise su cui possiamo basare sicuramente un sequel nel futuro." Il 18 Febbraio 2011, Gregory Goodrich, produttore esecutivo di Danger Close Games, annunciò che "l'azienda proseguirà sviluppando un sequel al reboot del 2010." L'11 Gennaio 2012 il retailer americano Game rivelò a diversi giornali l'intenzione ufficiale di EA di pubblicare "new entries nella saga di Medal of Honor e Need for Speed al termine dell'anno." Successivamente i siti tematici Gamespot e Kotaku divulgarono pubblicamente di essere stati invitati il 6 Marzo 2012 al Game Developers Conference di San Francisco, per assistere alla prima demo pubblica del videogioco.
Intervistato sull'utilizzo di consulenti appartenenti a vere unità Tier 1 per la realizzazione del gioco, Richard Farrelly, al tempo direttore creativo di EA, dichiarò "Fortunatamente i nostri consulenti appartenenti alle forze speciali sono anche dei veri gamer, quindi capiscono che stiamo realizzando un gioco, non un simulatore." e "E' possibile notare il supporto delle forze speciali dall'autenticità con cui i personaggi parlano, imbracciano le armi, si muovono, e molte piccole cose."
Riguardante l'utilizzo del nuovo motore di gioco, il Frostbite 2, lo stesso Farrelly ha aggiunto "Nonostante le iniziali difficoltà di Danger Close, passare dal vecchio motore alla nuova tecnologia ha reso il gioco graficamente spettacolare, e incredibile da giocare." e che "Warfighter ha reso il Frostbite un motore migliore."

### Beta
La versione beta multiplayer di Warfighter è stata resa disponibile al pubblico il 5 Ottobre, esclusivamente per Xbox 360. La beta giocabile comprendeva una mappa, Sarajevo Stadium, e la singola modalità Hotspot. La beta è terminata il 15 Ottobre, una settimana prima del lancio del gioco.

### Controversie
Sette membri del Naval Special Warfare Development Group (DEVGRU) che hanno lavorato come consulenti del gioco, sono stati disciplinati per aver rivelato informazioni classificate ai creatori del titolo. I consulenti hanno ricevuto dal comando una lettera di rimprovero, e una parziale ammenda sullo stipendio per due mesi. Le lamentele principali contro i SEALs sono state di non aver chiesto il permesso al loro comandante di partecipare al progetto, e di aver rivelato ai creatori del gioco alcuni armamentari segreti specifici dell'unità. L'ufficiale americano intervistato sul caso non è stato autorizzato a fornire ulteriori dettagli sul caso.

## Recensione
Warfighter ha ricevuto giudizi misti, prevalentemente negativi. Nonostante il comparto grafico e il Frostbite 2 sono stati acclamati dal pubblico, le critiche si sono dirette verso la storyline, ritenuta mal realizzata e confusa, scarsa intelligenza artificiale, gameplay eccessivamente lineare, e numerosi bug e glitch (che hanno invaso il gioco anche dopo la Day One patch). Gli aggregatori GameRankings e Metacritic hanno dato rispettivamente 55.93% e 53/100 alla versione Xbox 360, 55.40% e 55/100 alla versione Playstation 3 e 51.33% e 55/100 alla versione PC.
Il giornale inglese Metro ha definito Warfighter "Uno dei giochi peggiori al quale abbiamo mai giocato", dando al titolo 4/10. Il portale europeo Eurogamer ha invece giudicato il titolo con 5/10. Il Financial Post ha dato un 5.5/10, definendo il gioco "difficile da raccomandare". Il Daily Mail ha invece premiato il titolo con 4 stelle su 5, lodando la modalità Fireteam e "inseguimenti ben pensati e belle ambientazioni", mentre HuffPost ha attribuito al gioco solamente 2/5. Game Informer ha invece dato 5/10, affermando "questa serie una volta tanto amata rischia di essere chiusa definitivamente in un cassetto". Il sito inglese GameSpot ha invece dato la sufficienza al videogioco, ma riassumendone tutte le lacune "Il gameplay fallisce nell'essere di tensione, ci sono troppe munizioni e i nemici appaiono in punti prevedibili rendendo il gioco troppo semplice, narrazione amatoriale, mappe ristrette, e bug ovunque."

### Vendite
Secondo GamesIndustry International, il gioco ha venduto oltre 300 000 copie nella settimana di debutto, "molto al di sotto delle aspettative degli analisti." È stato l'ottavo gioco più venduto nel mese di Ottobre 2012. Il 7 Gennaio 2013, l'analista di GameSpot Eddie Makuch ha riportato che il gioco ha venduto 3 milioni di copie.
Peter Moore, direttore operativo di EA, ha rivelato nel bilancio del Q3 2013 che per via della "scarsa ricezione critica e commerciale" la serie Medal of Honor sarà sospesa. Richard Hilleman, direttore creativo di EA, ha descritto la scarsa performance di Warfighter come un "errore di esecuzione" causato dalla mancanza di un leader di qualità. Hilleman ha inoltre dichiarato che nonostante Medal of Honor possa tornare sugli scaffali, il focus di EA rimarrà sempre sulla serie Battlefield.